# Eudistenia
Eudistenia is een kevergeslacht uit de familie van de boktorren (Cerambycidae). De wetenschappelijke naam van het geslacht werd voor het eerst geldig gepubliceerd in 1907 door Fall.

## Soorten
Eudistenia is monotypisch en omvat slechts de volgende soort:
- Eudistenia costipennis Fall, 1907